# Willi Nyffenegger
Willi Nyffenegger (* 9. Juni 1924  in Klein-Schwarzsee, Pommern; † 13. März 2018 in Dresden) war ein deutscher Polizeioffizier. Er war von 1971 bis 1989, zuletzt im Range eines Generalleutnants, Chef der Bezirksbehörde der Deutschen Volkspolizei (BDVP) Dresden.

## Werdegang
Nyffenegger erhielt nach dem Besuch der Volksschule eine Ausbildung zum Elektrotechniker und arbeitete zunächst in dem Beruf. 
Nach der Ableistung des Kriegsdienstes bei der Wehrmacht trat er nach dem Ende des Zweiten Weltkrieges im Juli 1945 in Mecklenburg in die Deutsche Volkspolizei, später in die SED ein. Er war zunächst Stellvertreter des Leiters der Schutzpolizei bei der Landespolizeibehörde in Schwerin, ab 1952 mit Bildung der Bezirke in der DDR Stellvertreter Allgemein des Chefs der BDVP Neubrandenburg, 1960 bis 1962 als Oberst der VP Chef der BDVP Rostock. 1963 wurde Nyffenegger nach Dresden versetzt, wurde dort Erster Stellvertreter des Chefs der BDVP und 1971 deren Chef. Er absolvierte ein Studium, das er als Diplom-Staatswissenschaftler abschloss. 1974 wurde er von Erich Honecker zum Generalmajor ernannt und 1986 zum Generalleutnant befördert. Nyffenegger war zudem Mitglied der SED-Bezirksleitung und Abgeordneter des Bezirkstages Dresden. 
Am 4. Oktober 1989 gab er als Verantwortlicher Einsatzleiter und Mitglied der Bezirkseinsatzleitung unter Leitung des 1. SED-Bezirkssekretärs Hans Modrow den Befehl zur gewaltsamen Niederschlagung der Proteste am Dresdner Hauptbahnhof mit Wasserwerfern und Tränengas. Am 13. Oktober 1989 legte Nyffenegger der Bezirkseinsatzleitung einen Geheimplan vor zur „Vorbeugung, Aufklärung und Verhinderung von Handlungen feindlich-negativer Kräfte“, der mit dem Kennwort Badeofen das Eingreifen der Nationalen Volksarmee vorsah. Nach der politischen Wende wurde Nyffenegger Ende Dezember 1989 als Chef der BDVP abgesetzt und durch Oberst Gerd Wülfing ersetzt.

## Auszeichnungen
- Vaterländischer Verdienstorden in Bronze (1976) und Gold (1984)
- Orden Banner der Arbeit (1989)